# Orlando City Stadium
Orlando City Stadium és un estadi de futbol situat a la ciutat nord-americana d'Orlando, Florida. És l'estadi de l'Orlando City Soccer Club, equip membre de la Major League Soccer (MLS) com a franquícia d'expansió des de la temporada 2015. És al centre d'Orlando i va tenir un cost aproximat de 110 milions de dòlars nord-americans. La construcció comença el 16 d'octubre de 2014 i s'acaba el 24 de febrer de 2017. L'Orlando City va disputar el seu primer partit com a local el 5 de març de 2017 davant el New York City FC.

## Història
A l'abril de 2013, la ciutat d'Orlando va comprar un terreny en el centre valorat en 8,2 milions de dòlars nord-americans per a la construcció d'un estadi per a l'MLS de 110 milions de dòlars. No obstant això, al maig, la Cambra de Representants de Florida no va aprovar la llei que havia sigut aprovada en el senat que hagués proveït fins a 30 milions de dòlars en fons de l'estat per al finançament del projecte. Rawlins va reaccionar a aquesta negativa indicant que seguia decidit a continuar amb la construcció de l'estadi i que cercaria altres fonts de finançament i l'adquisició d'una franquícia per a competir a l'MLS.
L'estadi del centre d'Orlando va aconseguir el seu finançament el 8 d'agost de 2013, quan l'alcaldessa d'Orange County, Teresa Jacobs, i l'alcalde d'Orlando, Buddy Dyer, van arribar a un acord per a proveir suport financer per a una sèrie de projectes que incloïen l'estadi de futbol de la Major League Soccer. L'últim pas en el finançament de l'estadi es va donar a l'octubre de 2013 quan es va votar per a utilitzar un impost al turisme ja existent per a finançar l'últim terç del projecte de 80 milions de dòlars. El 22 d'octubre de 2013, l'Orange County Board of Commissioners va votar 5-2 per a aprovar l'ús de 20 milions de dòlars del fons de l'impost per al desenvolupament del turisme per a construir un estadi mulitusos de 84 milions de dòlars en el centre d'Orlando.
L'11 de desembre de 2013, l'NCAA va anunciar que les finals del Campionat Femení Universitari de l'NCAA de 2016 i 2017 es durien a terme en el nou estadi.
El 4 d'agost de 2014, l'equip va anunciar que la ubicació de l'estadi seria traslladada una quadra cap a l'oest, per evitar un retard en la seva inauguració, a causa que el Faith Deliverance Tremp estava lluitant en contra del procés d'expropiació de la ciutat. La nova ubicació resultarà a l'Avinguda Parramore entre el Carrer Church i Central Boulevard, ja que l'estadi serà construït damunt del lloc per on actualment passa l'avinguda.
S'estima que l'Orlando City Stadium estarà llest per a la temporada 2016. El club jugarà els seus partits com a local a l'Estadi Citrus Bowl el 2015.

### Disseny
L'11 de desembre de 2012, l'equip va publicar el concepte artístic de l'estadi. El 30 de setembre de 2013, l'empresa arquitectònica Woods Bagot va publicar els dibuixos de l'estadi en el seu lloc web. El club va anunciar que aquests dibuixos havien sigut publicats sense el seu coneixement i que encara no havien triat a l'arquitecte. Woods Bagot després va procedir a treure les imatges del seu lloc web. La fase de disseny va començar el 7 de gener de 2014, quan l'alcalde Buddy Dyer i alguns funcionaris d'Orlando City SC van viatjar a Kansas City per a començar a treballar amb l'empresa de disseny Populous.
Segons un anunci realitzat al març de 2014, l'estadi comptaria amb una capacitat de 20.000 espectadors, dels quals 2.500 seran seients de llotja. També comptarà amb 300 seients en suits especials. La construcció tindrà una grandària de 290.000 peus quadrats, amb 120.000 peus quadrats dedicats a l'estadi mateix. També es diu que comptarà amb bars, botigues i restaurants.
El 10 de juny de 2014, les renderitzacions de l'estadi i més informació confirmant els anuncis preliminars van ser fetes públiques. L'estadi tindrà una plaça oberta, on aquells que passin per aquí puguin veure l'interior, ja que el terreny estarà a uns 5-6 metres per sota del nivell del carrer. Tindrà una capacitat de 19.500 espectadors, amb la capacitat estructural d'expandir-la a 25.000 en el futur. El terreny serà de gespa natural, amb baldaquines sobre els seguidors per a protegir-los de les inclemències del temps i incrementar els nivells de soroll. Una escultura gran d'un lleó estarà sobre l'entrada. Abans del començament de cada partit, el lleó girarà 180 graus per a "mirar" el partit. També s'ha planificat una plaça festiva amb files de palmeres a l'extrem sud de la plaça, just fora de l'entrada principal en la cantonada de Church Street i Terry Avenue (els carrers estaran tancats al pas de vehicles durant aquests esdeveniments). També està en els plans l'addició d'un bar amb balconada just a sota de la pantalla d'anuncis amb una vista de 360 graus. Una secció de seients a l'extrem nord serà dedicada al grup de seguidors. Segons ha sigut proposat -i si les regulacions de construcció ho permeten- aquesta no comptarà amb seients, sinó més aviat amb baranes i espai extra per a major seguretat. La secció de seguidores també tindrà la seva pròpia àrea estil pub.
En el sector 12, hi ha 49 seients en forma d'un Arc de Sant Martí en homenatge de les 49 víctimes de la massacre de la discoteca Pulse d'Orlando de 2016.

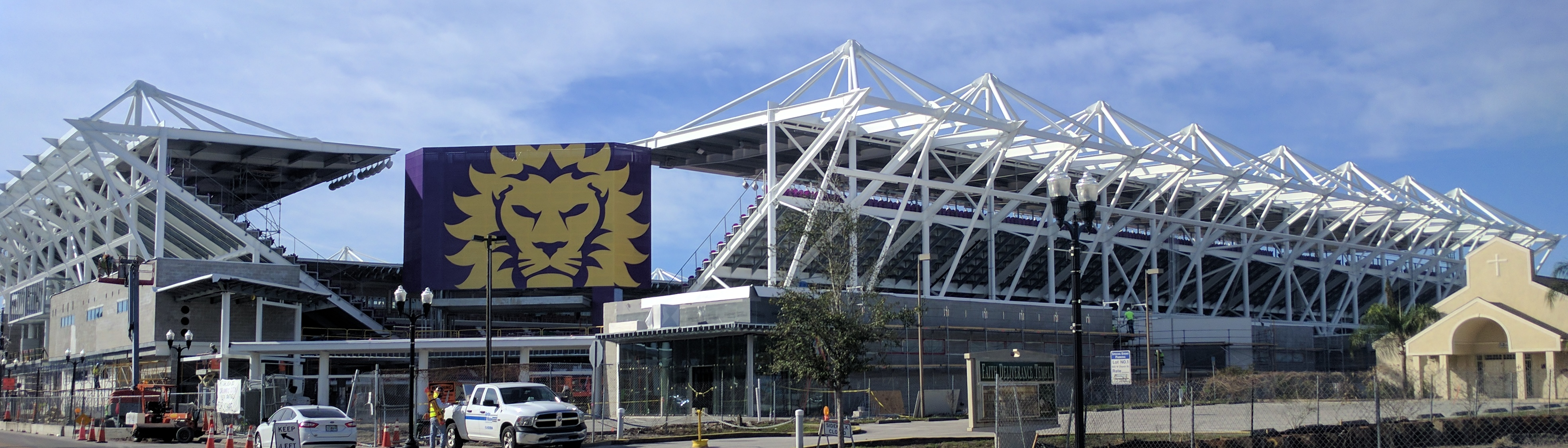
Orlando City Stadium.

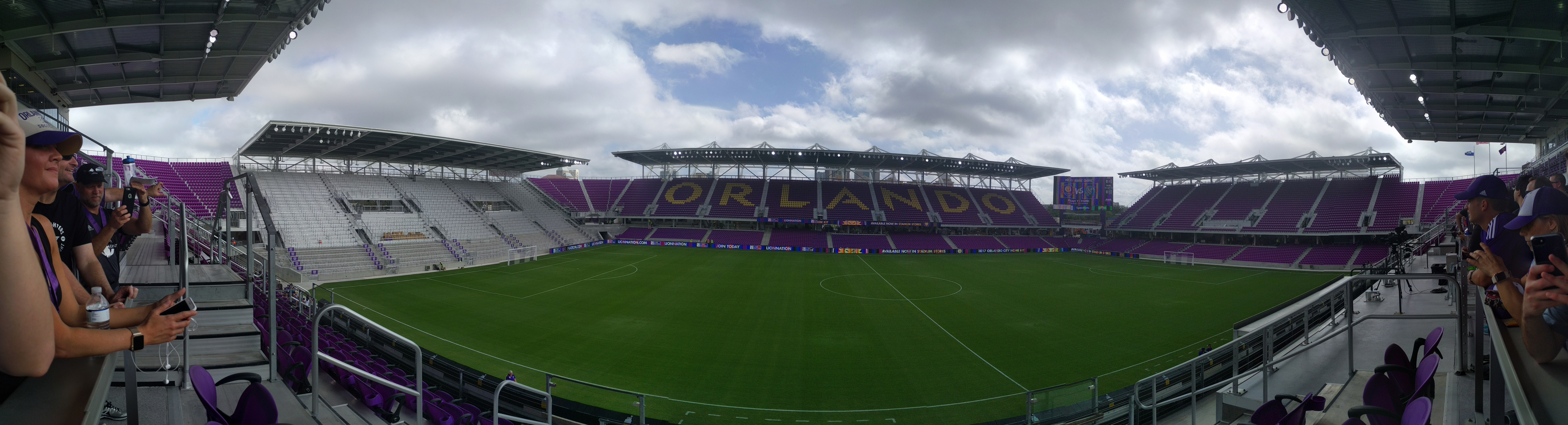
Panoràmica de l'Orlando City Stadium.